# Vuelta a España 2024/8. Etappe
Die 8. Etappe der Vuelta a España 2024 fand am 24. August 2024 statt. Sie endete mit der dritten Bergankunft der 79. Austragung des spanischen Etappenrennens. Die Strecke führte von Úbeda über 158,7 Kilometer nach Cazorla, wo sich das Ziel auf einer Höhe von 1056 Metern befand. Nach der Etappe hatten die Fahrer 1269 Kilometer absolviert, was 38,44 % der Gesamtdistanz entspricht.
Den Etappensieg sicherte sich der Slowene Primož Roglič (Red Bull–Bora–Hansgrohe), der sich im Schlussanstieg vor Enric Mas (Movistar Team) durchsetzte. Platz drei ging an Mikel Landa (Soudal Quick-Step), der einen Rückstand von 14 Sekunden aufwies. Der gesamtführende Ben O’Connor (Decathlon AG2R La Mondiale Team) büßte insgesamt 56 Sekunden ein, verteidigte jedoch das Rote Trikot.

## Streckenverlauf
Nach dem offiziellen Start führte.die Strecke auf großteils flachen Straßen über Torreperogil, Villacarrillo und Villanueva del Arzobispo, ehe die Fahrer bei Tranco das Ufer des Embalse del Tranco erreichten. Auf der A-319 ging es im Anschluss in Richtung Süden, bevor die Auffahrt auf den Puerto Mirador de Las Palomas (1229 m) bei Kilometer 97,8 begann. Der 7,3 Kilometer lange Anstieg wies eine durchschnittliche Steigung von 5,7 % auf und galt als Bergwertung der 2. Kategorie. Die Kuppe wurde bei Kilometer 105,1 überquert, ehe es über Burunchel bergab nach Cazorla ging. Hier wurde ein Abschnitt des Schlussanstiegs in die entgegengesetzte Richtung absolviert. Die Fahrer drehten nun eine Zusatzschleife, wobei die Straße auf dem Weg nach Peal de Becerro leicht abschüssig verlief. Kurz vor Quesada wurde auf der A-315 der einzige Zwischensprint bei Kilometer 139,5 ausgefahren. Hier wurden zudem auch Zeitbonifikationen vergeben. Leicht ansteigend ging es über Bruñel Bajo zurück nach Cazorla, wo der Schlussanstieg mit der Überquerung des Cerezuelo begann.
Der Schlussanstieg führte die Fahrer durch das Ortsgebiet von Cazorla zur Ermita de la Virgen de la Cabeza. Dabei wies die Auffahrt auf einer Länge von 4,8 Kilometern eine durchschnittliche Steigung von 7,1 % auf. Der erste Kilometer wies mit einem Schnitt von 17,3 % die höchsten Steigungsprozente auf, wobei auf der Avenida Cronista Lorenzo Polaino Rampen von bis zu 20 % befahren werden mussten. Auf der A-319 flachte sie Straße kurzzeitig etwas ab, ehe sie erneut über 10 % anstieg. Die letzten 1600 Meter verliefen auf der schmalen Carretera V de la Cabeza und Carretera Esperilla Alta, wobei letztere im Schnitt deutlich über der 10 %-Marke lag. Im Ziel wurde unter dem Namen Sierra de Cazorla (1056 m) eine Bergwertung der 3. Kategorie abgenommen.
|                            | Ort                           | Kilometer | Länge (km) | Höhe (m) | Ø Steigung | max. Steigung |
| -------------------------- | ----------------------------- | --------- | ---------- | -------- | ---------- | ------------- |
| neutralisierter Start      | Úbeda                         | −9,2      |            |          |            |               |
| offizieller Start          | N-322                         | 0         |            |          |            |               |
| Bergwertung (2. Kategorie) | Puerto Mirador de Las Palomas | 105,1     | 7,3        | 1229     | 5,7 %      |               |
| Zwischensprint             | A-315                         | 139,5     |            |          |            |               |
| Bonussprint                | A-315                         | 139,5     |            |          |            |               |
| Bergwertung (3. Kategorie) | Cazorla                       | 158,7     | 4,8        | 1056     | 7,1 %      | 20 %          |
| Ziel                       | Cazorla                       | 158,7     |            |          |            |               |

## Rennverlauf
Mit Élie Gesbert (Arkéa-B&B Hotels) ging ein Fahrer nicht an den Start der 8. Etappe. In der Anfangsphase kam es immer wieder zu Angriffen, wobei sich keine Gruppe entscheidend vom Hauptfeld lösen konnte. Nach rund 40 Kilometern griff der Schweizer Mauro Schmid (Jayco AlUla) an, ehe sich rund 80 Kilometer vor dem Ziel die Ausreißergruppe das Tages formierte. In dieser waren mit Harold Tejada (Astana Qazaqstan), Sam Oomen (Lidl-Trek), Ion Izagirre (Cofidis), Gijs Leemreize (dsm-firmenich PostNL), Mauro Schmid, Mathis Le Berre (Arkéa-B&B Hotels), Oier Lazkano (Movistar) und Luca Vergallito (Alpecin-Deceuninck) acht Fahrer vertreten, wobei der Erstgenannte in der Gesamtwertung einen Rückstand von rund sieben Minuten aufwies.
Im Hauptfeld übernahm die Mannschaft Israel-Premier Tech die Nachführarbeit, wobei die Ausreißer einen maximalen Vorsprung von rund fünf Minuten herausfahren konnten. Im ersten kategorisierten Anstieg des Tages, dem Puerto Mirador de Las Palomas fiel Gijs Leemreize zurück, womit noch sieben Fahrer an der Spitze des Rennens verblieben. Mauro Schmid sicherte sich auf der Passhöhe vor Mathis Le Berre und Luca Vergallito die meisten Punkte im Kampf um die Bergwertung, ehe er das Tempo in der nachfolgenden Abfahrt forcierte, wodurch die Spitzengruppe kurzzeitig zerfiel. Im Hauptfeld fielen unterdessen neben anderen Fahrern auch Wout van Aert und Cian Uijtdebroeks (beide Visma-Lease a Bike) zurück. Beim Zwischensprint auf der A-315 sicherte sich Harold Tejada die meisten Punkte, ehe der Vorsprung der Ausreißer rasch abnahm. Im bereits dezimierten Hauptfeld wurden Marc Soler (UAE Team Emirates) und Thymen Arensman (Ineos Grenadiers) abgehängt und auch Giulio Ciccone (Lidl-Trek) fiel nach einem Sturz zurück. Auf den nun weiterhin ansteigenden Straßen setzten sich Harold Tejada, Oier Lazkano und Luca Vergallito von ihren Gefährten ab, ehe Harold Tejada das Tempo im Schlussanstieg erneut forcierte.
Im Schlussanstieg erhöhte zunächst die Red Bull–Bora–Hansgrohe-Mannschaft das Tempo. In einer Rechtskurve, die die Fahrer auf die ersten steileren Rampen leitete, kam Alexander Wlassow (Red Bull–Bora–Hansgrohe) zu Sturz, wodurch sich das Feld rasch in die Länge zog und einige Fahrer aufgehalten wurden. Bereits vier Kilometer vor dem Ziel forcierte Primož Roglič (Red Bull–Bora–Hansgrohe) das Tempo erneut, wobei ihm zunächst nur rund acht Fahrer folgen konnten. Im anschließenden Flachstück formierte sich jedoch eine größere Gruppe, in der die meisten Gesamtklassement-Fahrer vertreten waren. Nach einer weiteren Attacke griff der Slowene rund zwei Kilometer vor dem Ziel erneut an, wobei ihm diesmal nur Enric Mas (Movistar) folgen konnte. Die beiden konnten im Anschluss ihren Vorsprung auf den abgehängten Ben O’Connor (Decathlon AG2R La Mondiale) weiter ausbauen, der Unterstützung von seinem Teamkollegen Felix Gall erhielt. Rund 700 Meter vor dem Ziel schlossen die beiden Spitzenreiter zu Harold Tejada auf, der als letzter Fahrer der Ausreißergruppe an der Spitze des Rennens verblieben war. Kurz drauf distanzierten die beiden den Kolumbianer, ehe Enric Mas den Zielsprint von der ersten Position aus eröffnete. Der Spanier musste sich jedoch Primož Roglič geschlagen geben, der seine insgesamt 14. Vuelta-a-España-Etappe gewann und sich zudem zehn Sekunden an Zeitbonifikation sicherte. Mikel Landa (Soudal Quick-Step) sicherte sich als Dritter die verbliebenen Zeitgutschrift, wobei er im Ziel einen Rückstand von 14 Sekunden aufwies. Dahinter folgten Antonio Tiberi (Bahrain Victorious), Mattias Skjelmose Jensen (Lidl-Trek) und Carlos Rodríguez (Ineos Grenadiers) mit geringen Zeitrückständen. Ben O’Connor beendete die Etappe schlussendlich als 17. und erreichte das Ziel mit einem Rückstand von 46 Sekunden. Noch mehr Zeit büßte Sepp Kuss (Visma-Lease a Bike) mit einer Minute und sieben Sekunden ein. Der große Verlierer des Tages war jedoch der Gesamtdritte João Almeida (UAE Team Emirates), der den Zielstrich vier Minuten und 53 Sekunden nach dem Etappensieger überquerte und in der Gesamtwertung weit zurückfiel. Nach der Etappe tauchten Berichte auf, wonach der Portugiese positiv auf COVID-19 getestet worden war.
Im Gesamtklassement büßte Ben O’Connor aufgrund der Zeitbonifikationen 56 Sekunden gegenüber Primož Roglič ein, wobei er das Rote Trikot mit einem Vorsprung von drei Minuten und 49 Sekunden verteidigte. Der neue Gesamtdritte Enric Mas liegt vier Minuten und 31 Sekunden zurück. Antonio Tiberi rückte auf den vierten Gesamtrang vor und führt weiterhin die Nachwuchswertung an. Dahinter kam es zu kleineren Verschiebungen, wobei sich Mikel Landa um gleich sieben Positionen auf den fünften Gesamtrang verbesserte. Mit seinem zweiten Etappensieg im Rahmen der 79. Austragung übernahm Primož Roglič die Führung in der Bergwertung, die er nun mit einem Vorsprung von zwei Punkten vor Sylvain Moniquet (Lotto Dstny) anführt. In der Punktewertung kam es zu keinen nennenswerten Veränderungen da weder der erstplatzierte Wout van Aert nach der zweitplatzierte Kaden Groves (Alpecin-Deceuninck) punkteten. Der Spanier Oier Lazkano wurde zum aktivsten Fahrer gewählt, während das Decathlon AG2R La Mondiale Team weiter an der Spitze der Mannschaftswertung liegt. Neben dem nicht-gestarteten Élie Gesbert gab auch Bryan Coquard (Cofidis) die Rundfahrt auf, womit noch 167 Fahrer im Rennen verbleiben.

## Ergebnis
| \| Etappenergebnis \| Etappenergebnis \| Etappenergebnis \| Etappenergebnis \| Etappenergebnis \| \| Fahrer \| Fahrer \| Land \| Team \| Zeit \| \| --------------- \| ------------------- \| --------------- \| ----------------------- \| --------------- \| \| 1. \| Primož Roglič \| Slowenien \| Red Bull-Bora-Hansgrohe \| 3 h 38 min 34 s \| \| 2. \| Enric Mas \| Spanien \| Movistar Team \| + 0 s \| \| 3. \| Mikel Landa \| Spanien \| Soudal Quick-Step \| + 14 s \| \| 4. \| Antonio Tiberi \| Italien \| Bahrain Victorious \| + 17 s \| \| 5. \| Mattias Skjelmose \| Dänemark \| Lidl-Trek \| + 21 s \| \| 6. \| Carlos Rodríguez \| Spanien \| Ineos Grenadiers \| + 21 s \| \| 7. \| Harold Tejada \| Kolumbien \| Astana Qazaqstan Team \| + 24 s \| \| 8. \| Eddie Dunbar \| Irland \| Team Jayco AlUla \| + 26 s \| \| 9. \| Lennert Van Eetvelt \| Belgien \| Lotto Dstny \| + 29 s \| \| 10. \| Jack Haig \| Australien \| Bahrain Victorious \| + 29 s \| |                     |            |                         |                 |
| |                     |            |                         |                 |
| Quelle: ProCyclingStats |                     |            |                         |                 |
| Etappenergebnis |                     |            |                         |                 |
| Fahrer | Fahrer              | Land       | Team                    | Zeit            |
| 1. | Primož Roglič       | Slowenien  | Red Bull-Bora-Hansgrohe | 3 h 38 min 34 s |
| 2. | Enric Mas           | Spanien    | Movistar Team           | + 0 s           |
| 3. | Mikel Landa         | Spanien    | Soudal Quick-Step       | + 14 s          |
| 4. | Antonio Tiberi      | Italien    | Bahrain Victorious      | + 17 s          |
| 5. | Mattias Skjelmose   | Dänemark   | Lidl-Trek               | + 21 s          |
| 6. | Carlos Rodríguez    | Spanien    | Ineos Grenadiers        | + 21 s          |
| 7. | Harold Tejada       | Kolumbien  | Astana Qazaqstan Team   | + 24 s          |
| 8. | Eddie Dunbar        | Irland     | Team Jayco AlUla        | + 26 s          |
| 9. | Lennert Van Eetvelt | Belgien    | Lotto Dstny             | + 29 s          |
| 10. | Jack Haig           | Australien | Bahrain Victorious      | + 29 s          |

## Gesamtstände
| \| Gesamtwertung \| Gesamtwertung \| Gesamtwertung \| Gesamtwertung \| Gesamtwertung \| \| Fahrer \| Fahrer \| Land \| Team \| Zeit \| \| ------------- \| ------------------- \| ------------- \| -------------------------- \| ---------------- \| \| 1. \| Ben O’Connor \| Australien \| Decathlon-AG2R La Mondiale \| 31 h 23 min 27 s \| \| 2. \| Primož Roglič \| Slowenien \| Red Bull-Bora-Hansgrohe \| + 3 min 49 s \| \| 3. \| Enric Mas \| Spanien \| Movistar Team \| + 4 min 31 s \| \| 4. \| Antonio Tiberi \| Italien \| Bahrain Victorious \| + 5 min 00 s \| \| 5. \| Mikel Landa \| Spanien \| Soudal Quick-Step \| + 5 min 13 s \| \| 6. \| Lennert Van Eetvelt \| Belgien \| Lotto Dstny \| + 5 min 15 s \| \| 7. \| Cristian Rodríguez \| Spanien \| Arkéa-B&B Hotels \| + 5 min 19 s \| \| 8. \| Mattias Skjelmose \| Dänemark \| Lidl-Trek \| + 5 min 24 s \| \| 9. \| Florian Lipowitz \| Deutschland \| Red Bull-Bora-Hansgrohe \| + 5 min 25 s \| \| 10. \| Felix Gall \| Österreich \| Decathlon-AG2R La Mondiale \| + 5 min 26 s \| |                     |             |                            |                  |
| |                     |             |                            |                  |
| Quelle: ProCyclingStats |                     |             |                            |                  |
| Gesamtwertung |                     |             |                            |                  |
| Fahrer | Fahrer              | Land        | Team                       | Zeit             |
| 1. | Ben O’Connor        | Australien  | Decathlon-AG2R La Mondiale | 31 h 23 min 27 s |
| 2. | Primož Roglič       | Slowenien   | Red Bull-Bora-Hansgrohe    | + 3 min 49 s     |
| 3. | Enric Mas           | Spanien     | Movistar Team              | + 4 min 31 s     |
| 4. | Antonio Tiberi      | Italien     | Bahrain Victorious         | + 5 min 00 s     |
| 5. | Mikel Landa         | Spanien     | Soudal Quick-Step          | + 5 min 13 s     |
| 6. | Lennert Van Eetvelt | Belgien     | Lotto Dstny                | + 5 min 15 s     |
| 7. | Cristian Rodríguez  | Spanien     | Arkéa-B&B Hotels           | + 5 min 19 s     |
| 8. | Mattias Skjelmose   | Dänemark    | Lidl-Trek                  | + 5 min 24 s     |
| 9. | Florian Lipowitz    | Deutschland | Red Bull-Bora-Hansgrohe    | + 5 min 25 s     |
| 10. | Felix Gall          | Österreich  | Decathlon-AG2R La Mondiale | + 5 min 26 s     |

| Punktewertung | Punktewertung       | Punktewertung | Punktewertung              | Punktewertung |
| Fahrer        | Fahrer              | Land          | Team                       | Punkte        |
| ------------- | ------------------- | ------------- | -------------------------- | ------------- |
| 1.            | Wout van Aert       | Belgien       | Team Visma \| Lease a Bike | 203 P.        |
| 2.            | Kaden Groves        | Australien    | Alpecin-Deceuninck         | 162 P.        |
| 3.            | Pavel Bittner       | Tschechien    | Team dsm-firmenich PostNL  | 81 P.         |
| 4.            | Primož Roglič       | Slowenien     | Red Bull-Bora-Hansgrohe    | 58 P.         |
| 5.            | Mathias Vacek       | Tschechien    | Lidl-Trek                  | 57 P.         |
| 6.            | Stefan Küng         | Schweiz       | Groupama-FDJ               | 51 P.         |
| 7.            | Ben O’Connor        | Australien    | Decathlon-AG2R La Mondiale | 50 P.         |
| 8.            | Corbin Strong       | Neuseeland    | Israel-Premier Tech        | 49 P.         |
| 9.            | Lennert Van Eetvelt | Belgien       | Lotto Dstny                | 48 P.         |
| 10.           | Pau Miquel          | Spanien       | Equipo Kern Pharma         | 48 P.         |

| Bergwertung | Bergwertung         | Bergwertung | Bergwertung                | Bergwertung |
| Fahrer      | Fahrer              | Land        | Team                       | Punkte      |
| ----------- | ------------------- | ----------- | -------------------------- | ----------- |
| 1.          | Primož Roglič       | Slowenien   | Red Bull-Bora-Hansgrohe    | 18 P.       |
| 2.          | Sylvain Moniquet    | Belgien     | Lotto Dstny                | 16 P.       |
| 3.          | Filippo Zana        | Italien     | Team Jayco AlUla           | 11 P.       |
| 4.          | Pelayo Sánchez      | Spanien     | Movistar Team              | 10 P.       |
| 5.          | Luis Ángel Maté     | Spanien     | Euskaltel-Euskadi          | 9 P.        |
| 6.          | Ben O’Connor        | Australien  | Decathlon-AG2R La Mondiale | 9 P.        |
| 7.          | Bruno Armirail      | Frankreich  | Decathlon-AG2R La Mondiale | 7 P.        |
| 8.          | Lennert Van Eetvelt | Belgien     | Lotto Dstny                | 6 P.        |
| 9.          | Jay Vine            | Australien  | UAE Team Emirates          | 6 P.        |
| 10.         | Mauro Schmid        | Schweiz     | Team Jayco AlUla           | 5 P.        |

| Nachwuchswertung | Nachwuchswertung    | Nachwuchswertung       | Nachwuchswertung           | Nachwuchswertung |
| Fahrer           | Fahrer              | Land                   | Team                       | Zeit             |
| ---------------- | ------------------- | ---------------------- | -------------------------- | ---------------- |
| 1.               | Antonio Tiberi      | Italien                | Bahrain Victorious         | 31 h 28 min 27 s |
| 2.               | Lennert Van Eetvelt | Belgien                | Lotto Dstny                | + 15 s           |
| 3.               | Mattias Skjelmose   | Dänemark               | Lidl-Trek                  | + 24 s           |
| 4.               | Florian Lipowitz    | Deutschland            | Red Bull-Bora-Hansgrohe    | + 25 s           |
| 5.               | Carlos Rodríguez    | Spanien                | Ineos Grenadiers           | + 56 s           |
| 6.               | Isaac Del Toro      | Mexiko                 | UAE Team Emirates          | + 1 min 32 s     |
| 7.               | Max Poole           | Vereinigtes Königreich | Team dsm-firmenich PostNL  | + 5 min 58 s     |
| 8.               | Matthew Riccitello  | Vereinigte Staaten     | Israel-Premier Tech        | + 11 min 01 s    |
| 9.               | Mauri Vansevenant   | Belgien                | Soudal Quick-Step          | + 15 min 17 s    |
| 10.              | Cian Uijtdebroeks   | Belgien                | Team Visma \| Lease a Bike | + 17 min 48 s    |

| Mannschaftswertung | Mannschaftswertung         | Mannschaftswertung           | Mannschaftswertung |
| Team               | Team                       | Land                         | Zeit               |
| ------------------ | -------------------------- | ---------------------------- | ------------------ |
| 1.                 | Decathlon-AG2R La Mondiale | Frankreich                   | 94 h 23 min 09 s   |
| 2.                 | Red Bull-Bora-Hansgrohe    | Deutschland                  | + 4 min 02 s       |
| 3.                 | UAE Team Emirates          | Vereinigte Arabische Emirate | + 5 min 13 s       |
| 4.                 | Israel-Premier Tech        | Israel                       | + 8 min 02 s       |
| 5.                 | Movistar Team              | Spanien                      | + 9 min 33 s       |
| 6.                 | Bahrain Victorious         | Bahrain                      | + 12 min 01 s      |
| 7.                 | Groupama-FDJ               | Frankreich                   | + 13 min 15 s      |
| 8.                 | Ineos Grenadiers           | Vereinigtes Königreich       | + 13 min 56 s      |
| 9.                 | Team Visma \| Lease a Bike | Niederlande                  | + 22 min 15 s      |
| 10.                | Intermarché-Wanty          | Belgien                      | + 23 min 18 s      |

## Ausgeschiedene Fahrer
- Élie Gesbert (Arkéa-B&B Hotels) nahm das Rennen nicht in Angriff
- Bryan Coquard (Cofidis) gab die Rundfahrt während der 8. Etappe auf[5]